# Kyle Hamilton (giocatore di football americano)
Kyle Hamilton (Candia, 16 marzo 2001) è un giocatore di football americano statunitense che milita nel ruolo di safety per i Baltimore Ravens della National Football League (NFL).

## Carriera universitaria
Hamilton nella sua prima stagione a Notre Dame, nel 2019, disputò 13 partite, facendo registrare 41 tackle, 4 intercetti e un touchdown. La Football Writers Association of America lo nominò Freshman All-American. Hamilton divenne stabilmente titolare nel 2020, venendo inserito nella formazione ideale della Atlantic Coast Conference dopo avere totalizzato 63 placcaggi, 6 passaggi deviati e un intercetto. Nel 2021 fu premiato come All-American.

## Carriera professionistica
Hamilton era considerato da diverse pubblicazioni come una delle prime scelte nel Draft NFL 2022. Il 28 aprile fu scelto come quattordicesimo assoluto dai Baltimore Ravens. Debuttò come professionsista subentrando nella gara del primo turno contro i New York Jets mettendo a segno 3 tackle. La sua prima stagione si concluse con 46 placcaggi, 2 sack e un fumble forzato in 16 presenze, di cui 4 come titolare, venendo inserito nella formazione ideale dei rookie dalla Pro Football Writers of America..
Nel decimo turno della stagione 2023, Hamilton nel primo snap della partita intercettò Deshaun Watson dei Cleveland Browns, ritornando il pallone per 18 yard in touchdown. Nel sedicesimo turno fu premiato come miglior difensore della AFC della settimana dopo aver fatto registrare 5 placcaggi, 3 passaggi deviati e 2 intercetti su Brock Purdy nella vittoria nel Monday Night Football contro i San Francisco 49ers. A fine stagione fu convocato per il suo primo Pro Bowl e inserito nel First-team All-Pro dopo avere fatto registrare 81 placcaggi, 3 sack, 4 intercetti e un fumble forzato.
Nel 2024 Hamilton fece registrare un nuovo primato personale di 107 tackle, con 2 sack, un intercetto, 9 passaggi deviati, 2 fumble forzati e 2 recuperati, venendo convocato per il suo secondo Pro Bowl e inserito nel Second-team All-Pro.

## Palmarès
- Convocazioni al Pro Bowl: 2

2023, 2024
- First-team All-Pro: 1

2023
- Second-team All-Pro: 1

2024
- Difensore della AFC della settimana: 1

16ª del 2023
- PFWA All-Rookie Team - 2022